# Taça de Portugal 1975/76
Die Taça de Portugal 1975/76 war die 36. Austragung des portugiesischen Pokalwettbewerbs. Er wurde vom portugiesischen Fußballverband ausgetragen. Das Finale fand am 13. Juni 1976 im Estádio das Antas von Porto statt. Pokalsieger wurde Titelverteidiger Boavista Porto, das sich im Finale gegen Vitória Guimarães durchsetzte. Boavista war für den Europapokal der Pokalsieger 1976/77 qualifiziert.
Alle Begegnungen wurden in einem Spiel ausgetragen. Bei unentschiedenem Ausgang wurde zur Ermittlung des Siegers eine Verlängerung gespielt. Stand danach kein Sieger fest, wurde das Spiel wiederholt.

## Teilnehmende Teams
| Primeira Divisão (16) | Segunda Divisão (40) | Segunda Divisão (40) | Distrikte (2) |
| --- | --- | --- | --- |
| - Académica de Coimbra - Atlético CP - SC Beira-Mar - Belenenses Lissabon - Benfica Lissabon - Sporting Braga - Boavista Porto - GD da CUF Barreiro - GD Estoril Praia - SC Farense - Leixões SC - FC Porto - Sporting Lissabon - União de Tomar - Vitória Guimarães - Vitória Setúbal                                             | - SC Alba - Almada AC - FC Barreirense - Caldas SC - GD Chaves - SC Covilhã - CF Esperança Lagos - SC Espinho - SC Estela Portalegre - AD Fafe - FC Famalicão - CD Feirense - Gil Vicente FC - Juventude Évora - Lusitânia Lourosa - Lusitano GC Évora - AC Marinhense - Marítimo Funchal - CD Montijo - SC Olhanense         | - Clube Oriental de Lisboa - FC Paços de Ferreira - USC Paredes - FC Penafiel - GD Peniche - Portimonense SC - SC Régua - GD Riopele - SC Salgueiros - AD Sanjoanense - GD Sesimbra - Sport União Sintrense - SC União Torreense - CD Torres Novas - Varzim SC - Vilanovense FC - União Lamas - União Leiria - União de Montemor - UD Santarém           | - União Madeira (Madeira) - SC Lusitânia (Azoren) |
| Terceira Divisão (80) | | | |
| - Académico de Viseu FC - RD Águeda - AD Ala-Arriba - AC Alcanenense - GC Alcobaça - GD Alcochetense - Alhandra SC - Aliados FC Lordelo - FC Alverca - Amora FC - Anadia FC - CD Arrifanense - Desportivo Aves - FC Avintes - CD Beja - GD Benavente - SCE Bombarralense - GD Bragança - Atlético Cabeceirense - SC Campomaiorense | - SL Cartaxo - Casa Pia AC - CD Cova da Piedade - Sport Covilhã e Benfica - Atlético Cucujães - AD Esposende - Febres SC - Forjães SC - SC Freamunde - CD Gouveia - AD Guarda - O Elvas CAD - SC Lamego - Leça FC - SC Leiria e Marrazes - AD Limianos - GS Loures - CD Lousanense - Lusitano FC Vildemoinhos - Lusitano VRSA | - Luso FC - CF Marialvas - Marítimo Rosarense - SC Mirandela - Mondinese FC - Moura AC - Nacional Funchal - Naval 1º de Maio - SC Odemirense - Odivelas FC - SL Olivais - Oliveira do Bairro SC - UD Oliveirense - CF OS Elvenses - CD Paços de Brandão - Paio Pires FC - SC Penalva Castelo - GD Pescadores - Eléctrico Ponte de Sor - CD Portalegrense | - CDR Quarteirense - Rio Ave FC - SG Sacavenense - UDR Sambrasense - FC Seixal - Sporting Pombal - GD Tabuense - FC Tadim - FC Tirsense - União de Almeirim - União de Coimbra - União Santiago do Cacém - Vasco da Gama AC - Estrela Vendas Novas - SC Vianense - ID Vieirense - SC Vila Real - UD Vilafranquense - CF Os Vilanovenses - Sport Viseu e Benfica |

## 1. Runde
In dieser Runde nahmen nur die Vereine aus der Terceira Divisão teil.
|                        | Ergebnis  |                          |
| ---------------------- | --------- | ------------------------ |
| CD Paços de Brandão    | 1:1 n. V. | SC Freamunde             |
| Paio Pires FC          | 0:3       | FC Seixal                |
| CD Portalegrense       | 8:3       | ID Vieirense             |
| Rio Ave FC             | 0:1       | SC Mirandela             |
| CF Marialvas           | 4:0       | Anadia FC                |
| UD Oliveirense         | 5:0       | CF Os Vilanovenses       |
| Naval 1º de Maio       | 4:0       | Sport Covilhã e Benfica  |
| SC Odemirense          | 2:3       | UDR Sambrasense          |
| O Elvas CAD            | 1:1 n. V. | Nacional Funchal         |
| SC Leiria e Marrazes   | 2:0       | Sporting Pombal          |
| SG Sacavenense         | 3:1       | União Santiago do Cacém  |
| União de Almeirim      | 0:0 n. V. | SC Campomaiorense        |
| União de Coimbra       | 2:2 n. V. | Lusitano FC Vildemoinhos |
| SC Vianense            | 3:0       | CD Arrifanense           |
| FC Tadim               | 3:1       | Atlético Cabeceirense    |
| SC Lamego              | 2:0       | Mondinese FC             |
| SC Vila Real           | 0:1       | Aliados FC Lordelo       |
| SL Cartaxo             | 0:1       | GS Loures                |
| SL Olivais             | 0:2       | CD Beja                  |
| Lusitano VRSA          | 3:0       | Casa Pia AC              |
| CD Lousanense          | 1:0       | SC Penalva Castelo       |
| Atlético Cucujães      | 2:0       | Oliveira do Bairro SC    |
| GD Benavente           | 3:0       | AC Alcanenense           |
| FC Alverca             | 1:0       | UD Vilafranquense        |
| Alhandra SC            | 2:0       | Odivelas FC              |
| Académico de Viseu FC  | 6:1       | Febres SC                |
| Eléctrico Ponte de Sor | 2:1       | CF Os Elvenses           |
| FC Avintes             | 3:2       | Desportivo Aves          |
| AD Esposende           | 1:0       | FC Tirsense              |
| AD Limianos            | 1:1 n. V. | GD Bragança              |
| GC Alcobaça            | 5:1       | SCE Bombarralense        |
| AD Guarda              | 2:0       | AD Ala-Arriba            |
| Leça FC                | 2:0       | Forjães SC               |
| Estrela Vendas Novas   | 0:1       | GD Pescadores            |
| GD Tabuense            | 0:3       | RD Águeda                |
| CD Gouveia             | 1:1 n. V. | Sport Viseu e Benfica    |
| Amora FC               | 0:1       | CDR Quarteirense         |
| Luso FC                | 0:2       | CD Cova da Piedade       |
| Moura AC               | 0:1       | Marítimo Rosarense       |
| GD Alcochetense        | 1:1 n. V. | Vasco da Gama AC         |

### Wiederholungsspiele
|                          | Ergebnis |                     |
| ------------------------ | -------- | ------------------- |
| Vasco da Gama AC         | 3:2      | GD Alcochetense     |
| Sport Viseu e Benfica    | 2:1      | CD Gouveia          |
| Nacional Funchal         | 3:1      | O Elvas CAD         |
| Lusitano FC Vildemoinhos | 2:1      | União de Coimbra    |
| SC Campomaiorense        | 4:1      | União de Almeirim   |
| SC Freamunde             | 1:3      | CD Paços de Brandão |
| GD Bragança              | 2:1      | AD Limianos         |

## 2. Runde
Die Vereine aus der Segunda Divisão stiegen in dieser Runde ein. Die Spiele fanden am 22. und 23. November 1975 statt.
|                        | Ergebnis  |                          |
| ---------------------- | --------- | ------------------------ |
| SC Leiria e Marrazes   | 2:0       | Sport União Sintrense    |
| Eléctrico Ponte de Sor | 3:0       | Nacional Funchal         |
| AD Fafe                | 2:0       | Vilanovense FC           |
| UDR Sambrasense        | 1:2       | GD Peniche               |
| SG Sacavenense         | 0:1       | Clube Oriental de Lisboa |
| SC Covilhã             | 4:0       | Académico de Viseu FC    |
| SC Salgueiros          | 1:0       | FC Paços de Ferreira     |
| CDR Quarteirense       | 1:3       | GS Loures                |
| CD Portalegrense       | 5:0       | Juventude Évora          |
| SC Espinho             | 9:0       | Leça FC                  |
| Marítimo Rosarense     | 0:4       | CD Cova da Piedade       |
| União Leiria           | 3:2       | Alhandra SC              |
| Vasco da Gama AC       | 2:1       | CD Montijo               |
| SC Vianense            | 1:1 n. V. | CD Paços de Brandão      |
| Sport Viseu e Benfica  | 0:0 n. V. | SC Alba                  |
| UD Santarém            | 0:1       | CF Esperança Lagos       |
| União de Montemor      | 1:0       | GD Benavente             |
| União Lamas            | 3:0       | AD Guarda                |
| USC Paredes            | 2:0       | FC Tadim                 |
| SC União Torreense     | 2:0       | GD Pescadores            |
| UD Oliveirense         | 0:1       | AD Sanjoanense           |
| CD Beja                | 1:1 n. V. | Portimonense SC          |
| CD Feirense            | 2:5       | SC Régua                 |
| GD Chaves              | 0:4       | Varzim SC                |
| SC Campomaiorense      | 1:0       | FC Barreirense           |
| GD Bragança            | 3:4       | AC Marinhense            |
| Almada AC              | 2:0       | Caldas SC                |
| FC Alverca             | 4:0       | FC Seixal                |
| Atlético Cucujães      | 2:1       | CF Marialvas             |
| AD Esposende           | 0:1       | SC Lamego                |
| FC Penafiel            | 4:0       | Lusitano FC Vildemoinhos |
| Lusitano VRSA          | 0:3       | CD Torres Novas          |
| Marítimo Funchal       | 4:1       | GC Alcobaça              |
| SC Mirandela           | 0:3       | GD Riopele               |
| Lusitano GC Évora      | 2:0       | SC Estela Portalegre     |
| Lusitânia Lourosa      | 5:0       | CD Lousanense            |
| GD Sesimbra            | 1:0       | SC Olhanense             |
| Gil Vicente FC         | 4:0       | Naval 1º de Maio         |
| Aliados FC Lordelo     | 3:1       | FC Avintes               |
| RD Águeda              | 1:3       | FC Famalicão             |

### Wiederholungsspiele
|                     | Ergebnis |                       |
| ------------------- | -------- | --------------------- |
| Portimonense SC     | 6:0      | CD Beja               |
| SC Alba             | 1:0      | Sport Viseu e Benfica |
| CD Paços de Brandão | 0:1      | SC Vianense           |

## 3. Runde
|                          | Ergebnis  |                    |
| ------------------------ | --------- | ------------------ |
| SC Leiria e Marrazes     | 3:2       | CF Esperança Lagos |
| SC Alba                  | 1:0       | Aliados FC Lordelo |
| GD Riopele               | 2:4       | Varzim SC          |
| CD Portalegrense         | 1:0       | GS Loures          |
| SC Régua                 | 1:2       | União Lamas        |
| SC Espinho               | 2:0       | SC Covilhã         |
| SC Vianense              | 0:2       | Gil Vicente FC     |
| União de Montemor        | 0:2       | Portimonense SC    |
| União Leiria             | 3:0       | FC Alverca         |
| USC Paredes              | 1:1 n. V. | Lusitânia Lourosa  |
| Clube Oriental de Lisboa | 2:0       | SC União Torreense |
| Atlético Cucujães        | 0:1       | SC Salgueiros      |
| Almada AC                | 4:0       | CD Cova da Piedade |
| AD Sanjoanense           | 1:2       | FC Famalicão       |
| AC Marinhense            | 1:3       | SC Lamego          |
| SC Campomaiorense        | 1:1 n. V. | CD Torres Novas    |
| Marítimo Funchal         | 3:1       | Juventude Évora    |
| GD Sesimbra              | 2:1       | GD Peniche         |
| Eléctrico Ponte de Sor   | 0:1       | Vasco da Gama AC   |
| AD Fafe                  | 0:0 n. V. | FC Penafiel        |

### Wiederholungsspiele
|                   | Ergebnis |                   |
| ----------------- | -------- | ----------------- |
| Lusitânia Lourosa | 5:7      | USC Paredes       |
| FC Penafiel       | 1:0      | AD Fafe           |
| CD Torres Novas   | 2:0      | SC Campomaiorense |

## 4. Runde
Freilos: FC Famalicão und União Leiria
|                          | Ergebnis  |                      |
| ------------------------ | --------- | -------------------- |
| Portimonense SC          | 3:0       | CD Portalegrense     |
| Varzim SC                | 2:0       | SC Leiria e Marrazes |
| Vasco da Gama AC         | 2:1       | SC Lamego #          |
| SC Salgueiros            | 2:0       | GD Sesimbra #        |
| Clube Oriental de Lisboa | 1:0       | FC Penafiel          |
| CD Torres Novas          | 2:1       | SC Alba              |
| Gil Vicente FC           | 1:2       | União Lamas          |
| Marítimo Funchal         | 0:0 n. V. | USC Paredes          |
| Almada AC                | 3:2       | SC Espinho           |

### Wiederholungsspiel
|               | Ergebnis |                  |
| ------------- | -------- | ---------------- |
| USC Paredes # | 1:2      | Marítimo Funchal |

## 5. Runde
In dieser Runde stiegen die 16 Teams der Primeira Divisão und die 2 Teams aus den Kolonialgebieten ein. Die Spiele fanden am 27. und 28. März 1976 statt.
|                          | Ergebnis  |                      |
| ------------------------ | --------- | -------------------- |
| Belenenses Lissabon      | 2:0       | Académica de Coimbra |
| Sporting Lissabon        | 1:0 n. V. | Benfica Lissabon     |
| SC Lamego                | 1:0       | SC Beira-Mar         |
| União Madeira            | 0:1       | Boavista Porto       |
| Vitória Guimarães        | 1:0       | FC Famalicão         |
| Vitória Setúbal          | 2:0       | Marítimo Funchal     |
| Varzim SC                | 3:0       | GD da CUF Barreiro   |
| Vasco da Gama AC         | 0:0 n. V. | Atlético CP          |
| Portimonense SC          | 4:0       | SC Lusitânia         |
| FC Porto                 | 2:0       | Sporting Braga       |
| CD Torres Novas          | 2:0       | SC Salgueiros        |
| GD Estoril Praia         | 4:1       | SC Farense           |
| GD Sesimbra              | 2:0       | União Leiria         |
| Clube Oriental de Lisboa | 2:0       | USC Paredes          |
| Leixões SC               | 1:1 n. V. | União de Tomar       |
| Almada AC                | 0:1       | União Lamas          |

### Wiederholungsspiele
|                | Ergebnis |                  |
| -------------- | -------- | ---------------- |
| União de Tomar | 2:1      | Leixões SC       |
| Atlético CP    | 1:0      | Vasco da Gama AC |

## Achtelfinale
Die Spiele fanden am 24. April 1976 statt.
|                   | Ergebnis  |                          |
| ----------------- | --------- | ------------------------ |
| Sporting Lissabon | 5:0       | GD Sesimbra              |
| União Lamas       | 0:0 n. V. | Vitória Setúbal          |
| Vitória Guimarães | 3:1       | Belenenses Lissabon      |
| SC Lamego         | 0:2       | Boavista Porto           |
| Portimonense SC   | 2:1       | CD Torres Novas          |
| FC Porto          | 6:0       | Clube Oriental de Lisboa |
| GD Estoril Praia  | 2:0       | União de Tomar           |
| Atlético CP       | 0:1       | Varzim SC                |

### Wiederholungsspiel
|                 | Ergebnis |             |
| --------------- | -------- | ----------- |
| Vitória Setúbal | 1:0      | União Lamas |

## Viertelfinale
Die Spiele fanden am 15. Mai 1976 statt.
|                   | Ergebnis  |                  |
| ----------------- | --------- | ---------------- |
| Vitória Guimarães | 2:1       | FC Porto         |
| Sporting Lissabon | 1:0       | Varzim SC        |
| Portimonense SC   | 0:1       | Vitória Setúbal  |
| Boavista Porto    | 2:2 n. V. | GD Estoril Praia |

### Wiederholungsspiel
|                  | Ergebnis |                |
| ---------------- | -------- | -------------- |
| GD Estoril Praia | 0:1      | Boavista Porto |

## Halbfinale
Die Spiele fanden am 6. Juni 1976 statt.
|                   | Ergebnis  |                   |
| ----------------- | --------- | ----------------- |
| Vitória Guimarães | 2:1 n. V. | Sporting Lissabon |
| Boavista Porto    | 1:0       | Vitória Setúbal   |

## Finale
| Paarung           | Boavista Porto – Vitória Guimarães |
| Ergebnis          | 2:1 (1:0) |
| Datum             | 13. Juni 1976 |
| Stadion           | Estádio das Antas, Porto |
| Schiedsrichter    | António José da Silva Garrido |
| Tore              | 1:0 Salvador Almeida (10.) 2:0 Salvador Almeida (49.) 2:1 Rui Lopes (62.) |
| Boavista Porto    | António Botelho – Leonel Trindade, Álvaro Carolino, Mário João – António Taí, João Alves, Manuel Barbosa (46. Mané), Celso de Matos, Acácio Casimiro (82. Joaquim Lobo) – Salvador Almeida, Francisco Mário Cheftrainer: José Maria Pedroto       |
| Vitória Guimarães | Francisco Rodrigues – Osvaldinho , Rui Rodrigues, José Alberto Torres, Alfredo Guimarães – Almiro Gonçalves, Pedrinho (72. Bernardino Pedroto), José Abreu, Joaquim Ferriera da Costa – Tito Costa Santos, Rui Lopes Cheftrainer: Fernando Caiado |